# 北海道道1157号幸福インター線

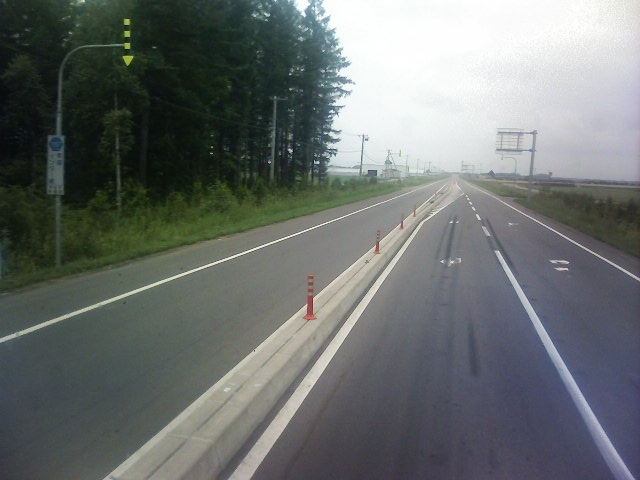
起点の様子

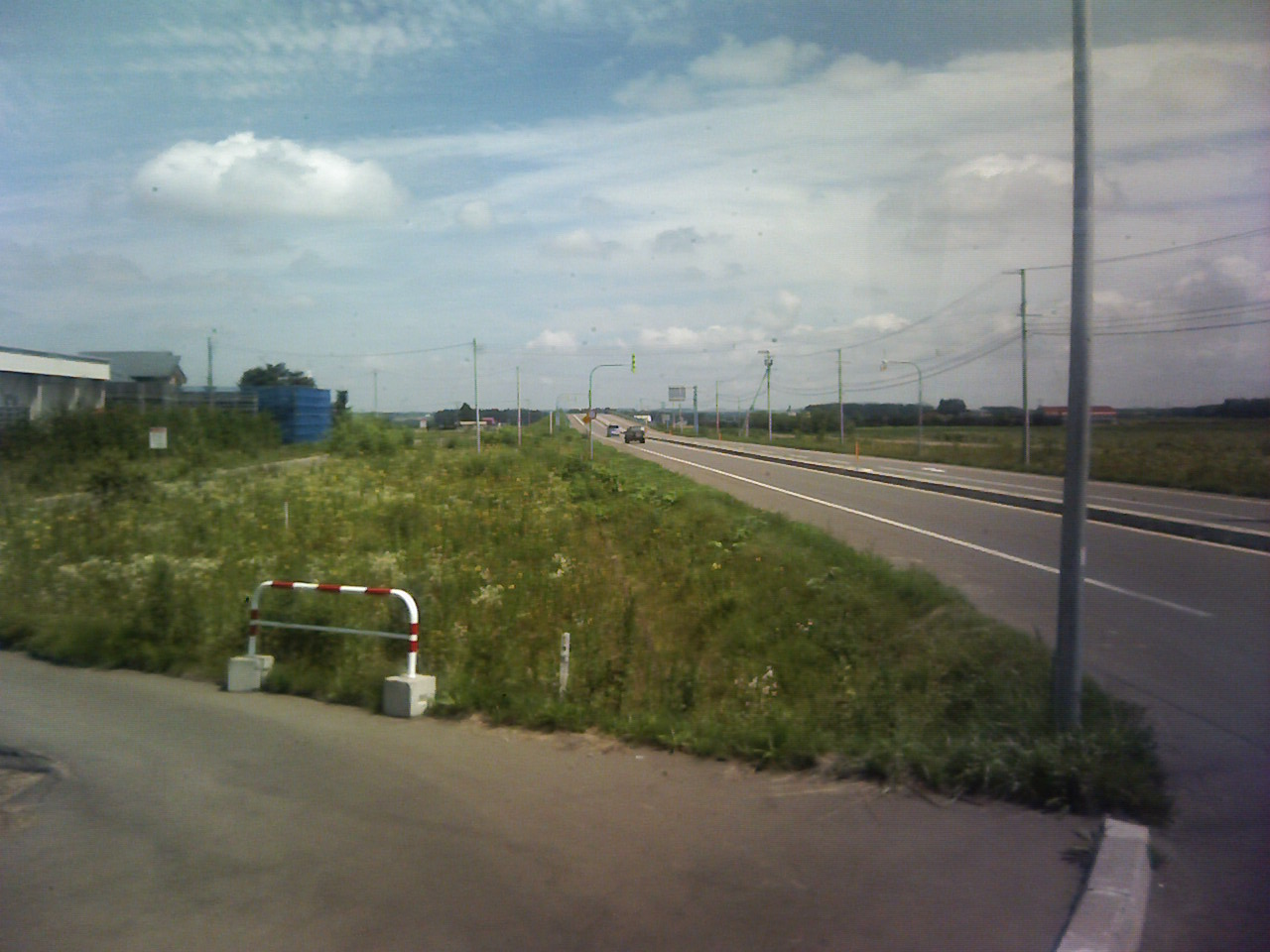
終点の様子

北海道道1157号幸福インター線（ほっかいどうどう1157ごう こうふくインターせん）は、北海道帯広市を結ぶ一般道道である。

## 概要
- 全区間が帯広空港道路の一部を構成している。

### 路線データ
- 起点：北海道帯広市幸福町（北海道道109号新帯広空港線交点）
- 終点：北海道帯広市幸福町（帯広広尾自動車道幸福IC）
- 路線延長： 2.145km

## 歴史
- 1999年（平成11年）1月6日 - 路線認定[1]。

## 地理

### 通過する自治体
- 十勝総合振興局
  - 帯広市

### 主な接続道路
帯広市
- 北海道道109号新帯広空港線 - 幸福町（起点）
- 帯広広尾自動車道幸福IC - 幸福町（終点）